# 鸟舌兰属
鸟舌兰属（学名：Ascocentrum），又名亞斯高仙蘭屬，是兰科下的一个属，为附生兰。该属共有5种，分布东南亚。

## 下属物种
- 鸟舌兰 Ascocentrum ampullaceum
- 圆柱叶鸟舌兰 Ascocentrum himalaicum
- 尖叶鸟舌兰 Ascocentrum pumilum